# Ataenius crenatostriatus
Ataenius crenatostriatus är en skalbaggsart som beskrevs av Blanchard 1843. Ataenius crenatostriatus ingår i släktet Ataenius och familjen Aphodiidae. Inga underarter finns listade.